# 顿鲁布嘉措
顿鲁布嘉措（?—?）也作顿鲁布嘉木措，即顿珠嘉措，蒙古族，土尔扈特人，第一世（不计追认）宫明活佛。

## 生平
顿鲁布嘉措是土尔扈特蒙古自额尔齐斯河西迁到伏尔加河流域后，派到西藏学习的喇嘛之一，于朋楚克汗统治时期自伏尔加河派赴西藏拉萨哲蚌寺学习佛经。1673年，出任哲蚌寺郭莽扎仓堪布，当时他充当在郭莽扎仓学习佛法的一世嘉木样协巴的法师。他还获得了宫明、嘉木措的称号。据说他在西藏享有盛名，是当时的四大经师之一。
17世纪末，顿鲁布嘉措奉五世达赖喇嘛之命，往来于西藏与伏尔加河土尔扈特部之间，在土尔扈特蒙古地区建立藏传佛教寺庙，并诵经弘扬藏传佛教。此外，顿鲁布嘉措还参加了卫拉特蒙古诸部的政治及军事活动与法会。1688年冬，顿鲁布嘉措专程自伏尔加河土尔扈特蒙古地区赴喀尔喀蒙古科布多，劝说准噶尔卫拉特蒙古噶尔丹（博硕克图汗）停战。